# 칸슈타트 축제

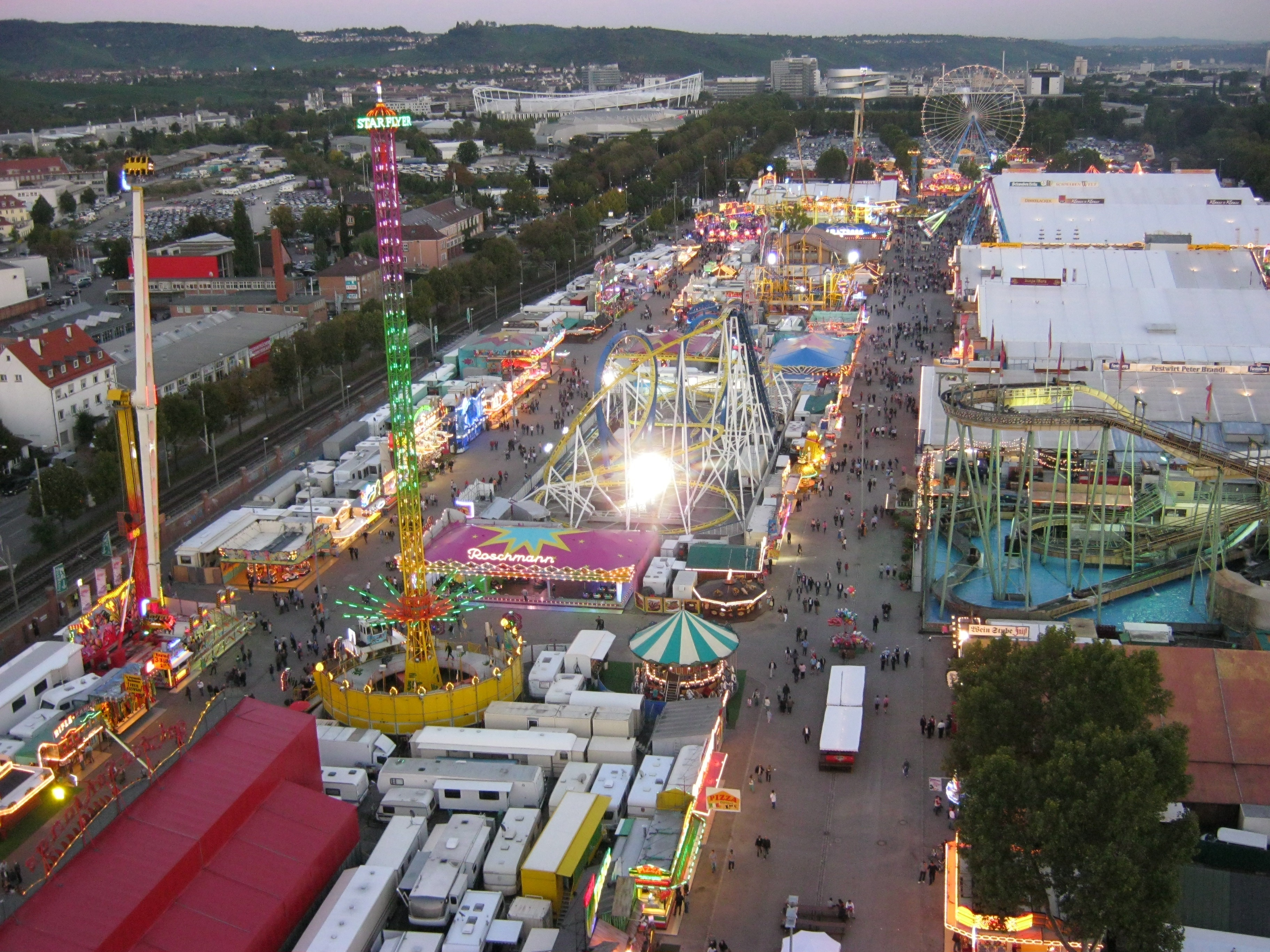

매년 9월말부터 10월초까지 슈투트가르트에서 열리는 칸슈타트 축제(독일어: Cannstatter Volksfest)는 세계에서 가장 큰 민속축제이며 옥토버페스트(Octoberfest)에 이어 세계에서 두 번째로 큰 맥주 축제이다. 뮌헨의 옥토버페스트보다 통상 일주일 늦게 시작하며 3주간 지속된다. 19세기경 수확을 축하하면서 시작된 이 축제는 매년 폭발적인 호응을 얻으며 오늘날에는 참가자가 3백만이 넘은 초대형행사로 발전하였다. 행사는 아침 11시부터 저녁 11시까지 계속된다.

## 개요
매년 가을, 독일 슈투트가르트에서 3주간 열리는 축제이다. 슈투트가르트 맥주축제라고도 불린다.

### 위치
네카르 공원 장터에 위치한 칸슈타터 바젠에서 열린다. 칸슈타터 바젠은 슈투트가르트의 네카어강(Neckar River)기슭에 위치한 35헥타르 규모의 축제 개최지이며 통상 바트 칸슈타트로 불린다. 매년 칸슈타터 축제(Cannstatter Volksfest)와 슈투트가르트 봄 축제(the Stuttgart Spring Festival)가 개최되며, 비정기적으로 콘서트와 서커스같은 이벤트가 열린다.

### 축제 기간
9월 마지막주 금요일에 슈튜트가르트 시장이 첫 번째 맥주 배럴을 두드리는 행사로 시작되어 실질적으로 17일간(공식 일정16일간)진행된다. 모든 노점과 놀이기구는 11시부터 열리며 일요일부터 목요일은 11시까지, 금요일부터 토요일은 11시 30분까지 운영된다.

## 역사

### 수확을 기리며 시작된 축제
1815년 인도네시아에서 카노 탐 보라의 거대한 화산 폭발로 인한 재와 먼지 입자는 유럽에서도 영향을 끼쳐 작물 실패와 기근의 원인이 되었다. 이로 인해 1815년과 1816년 사이 뷔르템베르크의 겨울은 역대 최고의 강추위를 기록했다. 농번기인 5월에도 눈이 내렸으며 그 해 여름은 없었다. 추위로 수확물을 거둘 수 없었으며 독일의 전국민이 기근에 굶주렸다. 빌헬름 1세가 1816년 뷔르템베르크의 왕이 되었을 때도, 뷔르템베르크는 정치적으로 혼란스러웠으며 경제 또한 악화되었다.
1817년, 첫 수확 수레가 반입되었을 때, 빌헬름 1세와 그의 아내 카타리나는 수확제를 열자는 생각을 했다. 그들은 국왕의 생일인 9월 28일, 칸슈타터 바젠 지역에 28 개최하기로 결정했다.
다음 해 1818년 9월 28일, 첫 축제가 열렸다. 3만명 이상의 방문자가 있었다. 당시 칸슈타터의 인구수는 3000명이었다. 축제는 농민을 장려하기 위하여 만들어졌기 때문에 왕실로부터 뛰어난 농업 성취에 대한 상금과 상이 내려졌고 전시회가 개최되었다. 또한 이때, 호엔하임 궁전에 농업 학교를 설립하였고, 이것은 오늘날의 농업 대학을 위한 토대가 되었다.

### 농업 축제에서 사람들의 축제로
처음 축제의 가장 중요한 활동은 농업 성취도에 따른 수상 및 뷔르템베르크 농민의 농업 효율성의 확인이었다. 첫 축제에서부터 음식점과 서커스는 존재했다. 그러나 소금에 절인 양배추, 소시지와 달콤한 고급 음식들과 다양한 볼거리는 많은 사람들을 모았다. 농업축제로 시작한 작은 규모의 축제는 수년 동안 대형화되었다. "칸슈타트(Kannstadt) 농업 축제"은 "칸슈타터 민속축제(Cannstatter Volksfest)"로 변형되었다. 처음 하루동안 개최된 축제기간은 1920년에 5일로 늘었고, 1972년부터 16일로 연장되었다.
오늘날 350개의 기업이 후원하는 칸슈타터 축제는 세계에서 가장 큰 카니발 축제이며 매년 4백만에서 5백만명의 관광객이 방문하는 커다란 축제이다.

## 관광 명소

### 과일 기둥
과일 기둥은 칸슈타터 축제의 상징이며 높이26m, 무게 3톤, 받침대의 높이 5미터이다. 기둥 밖을 600kg의 과일과 야채로 장식한다. 외부는 나무이며 내부는 강철이다. 이미 1818년의 첫 번째 축제부터 있었으며 농업 축제에서 유래되었다. 첫 번째 과일 기둥은 빌헬름에게 기증되었다. 이것은 뷔르템베르크 건축가 니콜라우스 프리드리히 폰 투레)에 의해 설계 및 제작되었다.
과일 기둥의 외관은 수십 년 동안 여러 번 변경되었다. 1995년까지 그것은 축제가 끝나고 해체되었으나, 그 후 기둥은 바센에 일 년내내 전시된 후 해체되었다.

### 놀이기구
일반적인 놀이기구들은 이와 같다.
- 60m 관람차 (세계에서 가장 큰 모바일 관람차)
- 47m 관람차
- 알피나 롤러 코스터
- 자유 낙하 "Powertower", 높이 66m
- 임페 (중량 : 350t)
- 와일드 워터 코스터
- 야생 마우스
- 에어울프(Airwulf) 회전 목마
- 변압기 회전 목마
- “터보포스(Turboforce)”회전 목마
- "블랙 홀"실내 롤러 코스터
- “레볼루션(Revolution)”부스터
- 촬영 갤러리에서 복권판매에 이르기까지 73개의 스탠드
- 95개의 식품 스탠드
- 60개의 시장 노점과 챈들러 시장

### 맥주 텐트
오늘날, 맥주 텐트들은 주인의 이름이나 맥주를 공급하는 양조장의 이름을 가지고 있다. 칸슈타터 바센에는 10개의 대형 맥주 텐트가 있다. 대형 텐트의 경우 5000명 정도의 방문자를 수용할 수 있다. 모든 맥주텐트의 맥주 가격은 같다. 각 텐트이름은 다음과 같다.
- 칸슈타터 바젠텐트(Cannstatter Wasenzelt)
- 딩켈라커 축제텐트(Dinkelacker Festzelt)
- 퓌어스텐베르크 축제텐트(Fürstenberg Festzelt)
- 괴켈레스마이어(Göckelesmaier)
- 호프브로이 축제텐트(Hofbräu Festzelt)
- 슈와벤 브로이 축제텐트(Schwaben Bräu Festzelt)
- 시장주인(Wasenwirt)
- 칸슈타터 오베람트(Cannstatter Oberamt)
- 고산마을(Almhüttendorf)
- 뷔르템베르크 하우스(Württemberg Haus)

## 이벤트

### 퍼레이드
전통적으로 퍼레이드는 일반적으로 첫 번째 일요일에 바젠(Wasen)에서 열린다.

### 불꽃놀이
불꽃놀이는 매년 10월 3일에 독일통일을 기념하여 열린다.

### 농업 전시
3년마다 열리는 농업 전시회 (Landwirtschaftliches Hauptfest)은 주요 행사에 포함된다. 축제와 달리 전시회는 입장료가 있다.

## 마스코트
바시(Wasi)는 칸슈타터 축제의 마스코트이다. 바센의 암토끼(wasenhasi)에서 유래된 이름이다. 2007년에 제라드 포그너(Gerhard Wörner)에 의해 만들어졌다.

## 미국에서의 칸슈타트 축제
매년 노동절 주말에 시작해 3일간 펜실베이니아주 필라델피아에서 칸슈타터 축제협회에서(the Cannstatter Volksfest-Verein,CVV)주최하는 축제가 열린다. 1873년 필라델피아로 이주한 독일계-미국인들이 자신들의 고향의 축제를 기리는 데 그 기원을 둔다.